# Tackesdorf
Tackesdorf là một đô thị thuộc huyện Rendsburg-Eckernförde, trong bang Schleswig-Holstein, nước Đức. Đô thị Tackesdorf có diện tích 7,85 km², dân số thời điểm 31 tháng 12 năm 2006 là 84 người.